# Carmichaelita
La carmichaelita és un mineral de la classe dels òxids. Anomenada així per L. Wang, R.C. Rouse, E.J. Essene, D.R. Peacor, ii Y. Zhang l'any 2000 en honor d'Ian S. E. Carmichael, professor de geologia de la Universitat de Califòrnia, en reconeixement de les seves nombroses contribucions a la mineralogia i la petrologia, i especialment per els seus estudis d'òxids de ferro i titani procedents d'ambients volcànics i mantèl·lics. El mineral tipus es conserva a l'Institut Smithsonian.

## Classificació
Segons la classificació de Nickel-Strunz, la carmichaelita pertany a «04.DB - Metall:Oxigen = 1:2 i similars, amb cations de mida mitjana; cadenes que comparteixen costats d'octàedres» juntament amb els següents minerals: argutita, cassiterita, plattnerita, pirolusita, rútil, tripuhyita, tugarinovita, varlamoffita, byströmita, tapiolita-(Fe), tapiolita-(Mn), ordoñezita, akhtenskita, nsutita, paramontroseïta, ramsdel·lita, scrutinyita, ishikawaïta, ixiolita, samarskita-(Y), srilankita, itriorocolumbita-(Y), calciosamarskita, samarskita-(Yb), ferberita, sanmartinita, krasnoselskita, heftetjernita, huanzalaïta, columbita-(Fe), tantalita-(Fe), columbita-(Mn), tantalita-(Mn), columbita-(Mg), qitianlingita, magnocolumbita, tantalita-(Mg), ferrowodginita, litiotantita, litiowodginita, titanowodginita, wodginita, ferrotitanowodginita, wolframowodginita, tivanita, hübnerita, alumotantita i biehlita.

## Característiques
La carmichaelita és un òxid de fórmula química (Ti,Cr,Fe)[O2-x(OH)x]. Cristal·litza en el sistema monoclínic. La seva duresa a l'escala de Mohs és 6. Forma inclusions microscòpiques en cristalls de pirop d'origen mantèl·lic.

## Formació i jaciments
S'ha descrit en inclusions en pirop i en microbretxes ultramàfiques serpentinitzades amb clasts fracturats de roques de l'escorça i xenòlits del mantell. A la seva localitat tipus ha estat descrita associada a srilankita, espinel·la, rútil, pirop, olivina i minerals del grup de la crichtonita. S'ha trobat només a Utah i Arizona (EUA).